# ريك تورنر
ريك تورنر (بالإنجليزية: Rick Turner)‏ هو لاعب كرة قاعدة أمريكي، ولد في 16 سبتمبر 1959.

## وصلات خارجية
- ريك تورنر على موقعبيزبول رفرنس.كوم (الدوري الثانوي) (الإنجليزية)